# Carlos Livino de Carvalho
Carlos Livino de Carvalho (Recife, 17 de fevereiro de 1881- 8 de abril de 1960) foi um escritor, desembargador e diplomata brasileiro.  

## Biografia
Carlos Livino foi diplomado na Faculdade de Direito de Recife no ano de 1902. Na cidade de Recife dedicou-se à advocacia e ao magistério, sendo que cinco anos depois ingressou na magistratura no Ceará.
No dia 5 de maio de 1923 foi distinguido com a sua nomeação de desembargador, assumindo em 6 de maio de 1933. Esteve por duas vezes (1928 e 1931), em exercício da Procuradoria Geral do Estado. Em 1940 foi Presidente do Tribunal de Apelação e pertencia ao quadro efetivo do Instituto do Ceará. Na parte de sua carreira como escritor foi redator do "Estado do Ceará" (1919) e por duas vezes dirigiu o Correio do Ceará.
Aposentou-se em setembro de 1945. 